# Stydká štěrbina
Stydká štěrbina (Venušina štěrbina) je žlábek ve stydké krajině, který je rozděluje do podoby stydkých pysků. U některých žen vyčuhují poštěváček a malé stydké pysky vně stydké štěrbiny, u jiných jsou zcela skryty.

## Eponym
Název „Venušina štěrbina“ odkazuje na římskou bohyni lásky Venuši.

## Postoje a podoba
Jako u mnoha aspektů lidské sexuality se postoje ke stydké štěrbině, stejně jako její podoba, výrazně lišily. V západních kulturách bylo někdy společensky vyžadováno, aby si ženy odstraňovaly pubické ochlupení. V současné době je, z estetických důvodů, odstraňování ochlupení velmi populární.
Jak stydká štěrbina vypadá, se může významně měnit od jedné osoby k druhé. Stydká štěrbina – v některých případech – nemusí být viditelná nebo může být jinak zahalena. Její vzhled může být ovlivněn různými faktory. Přítomnost pubického ochlupení může stydkou štěrbinu zakrýt. Body art nebo genitální piercing může taktéž ovlivnit její viditelnost. U některých osob mohou určité orgány, jako je poštěváček nebo malé stydké pysky, vyčnívat skrz stydkou štěrbinu a omezit tak její viditelnost. V takových případech se někdy zvažuje provedení labioplastiky , není to však pravidlem - takový vzhled stydké štěrbiny není žádnou nemocí, je to individuální záležitost každé ženy. Podobně existuje sexuální fetiš, kdy výrazné vyčnívání těchto orgánů ze zdravé, hladce oholené vulvy může být považováno za sexuálně atraktivní. Roztažení nohou, které může „zatáhnout“ stydké pysky, může též způsobit, že stydká štěrbina není vidět.

## Galerie

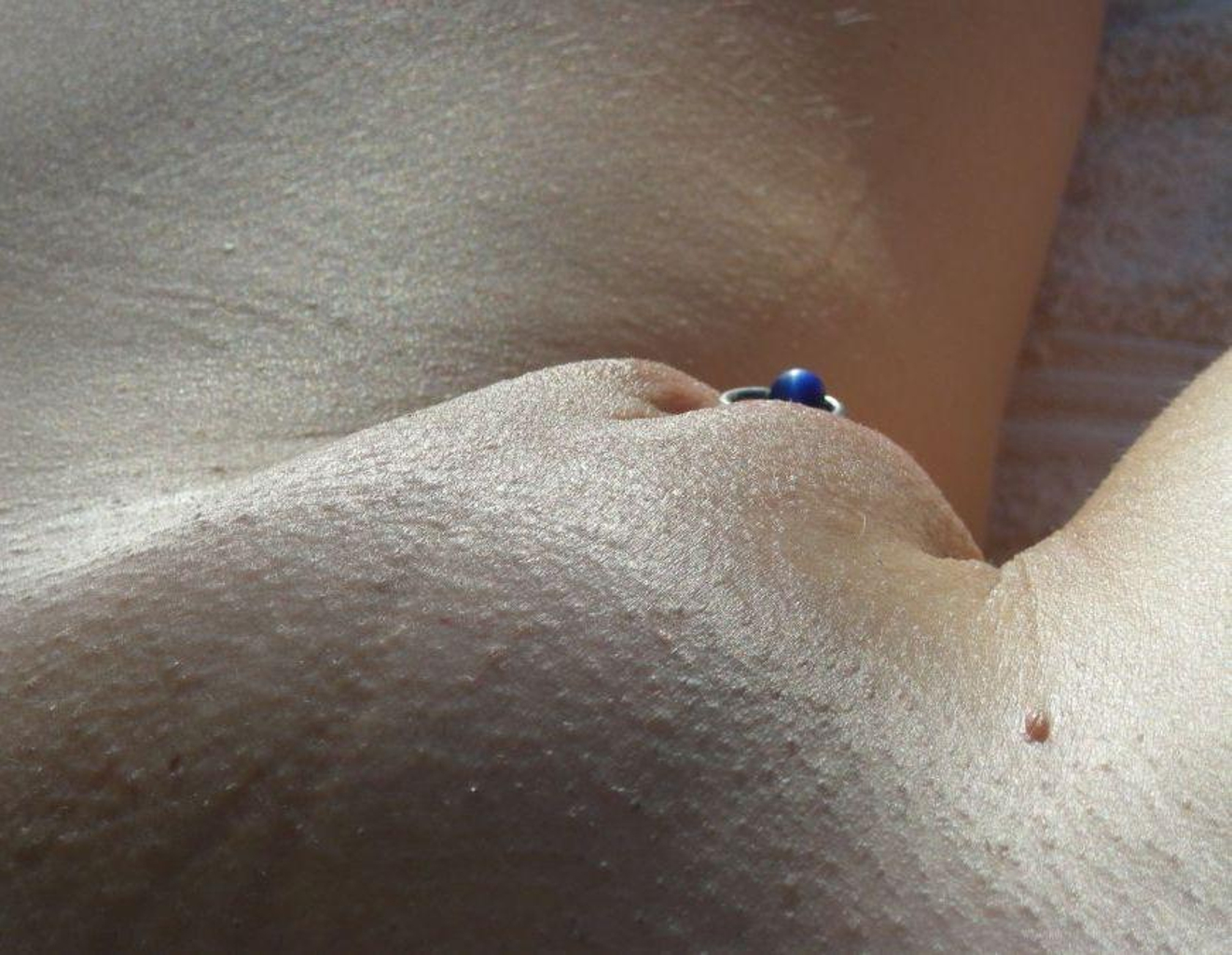
Viditelnost stydké štěrbiny je ovlivněna genitálním piercingem.
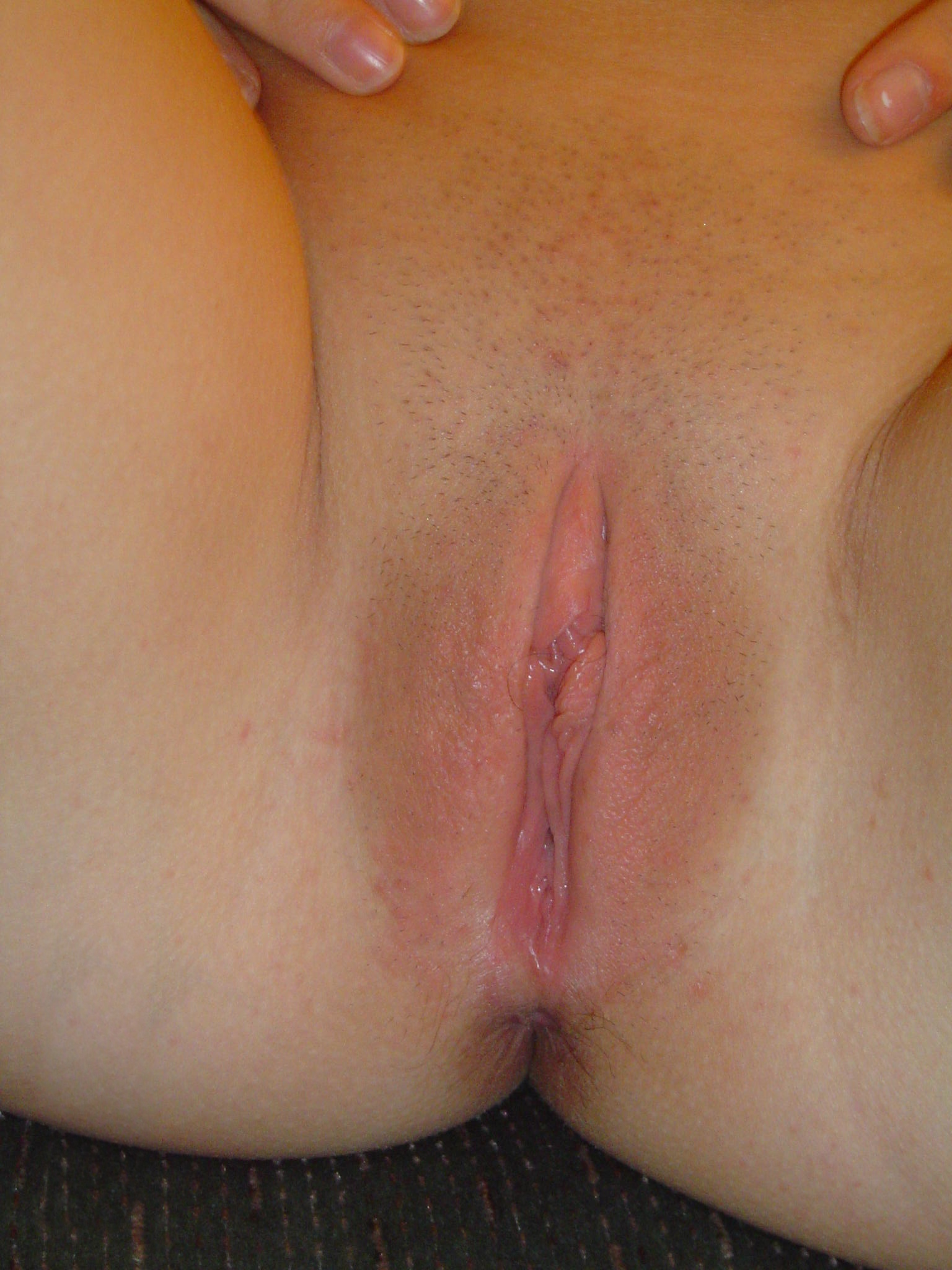
S roztaženýma nohama není stydká štěrbina viditelná.